# Гурче
Гірче (пол. Hurcze) — село в Польщі, у гміні Любачів Любачівського повіту Підкарпатського воєводства.
Населення — 140 осіб (2011).

## Назва
У 1977-1981 рр. в ході кампанії ліквідації українських назв село називалося Нівіска (пол. Niwiska).

## Історія
У 1975-1998 роках село належало до Перемишльського воєводства.

## Демографія
Демографічна структура станом на 31 березня 2011 року:
|          | Загалом | Допрацездатний вік | Працездатний вік | Постпрацездатний вік |
| -------- | ------- | ------------------ | ---------------- | -------------------- |
| Чоловіки | 61      | 15                 | 41               | 5                    |
| Жінки    | 79      | 22                 | 47               | 10                   |
| Разом    | 140     | 37                 | 88               | 15                   |